# ماذا أفعل هنا (كتاب)
ماذا أفعل هنا (بالإنجليزية: What Am I Doing Here)‏ هو كتاب للكاتب البريطاني بروس تشاتوين، نشر عام 1988 عن دار نشر جوناثان كيب، ويضم مقالات وقصص رحلات من حياته.

## المضمون
وكان آخر كتاب ينشره خلال حياته ويدور حول الخبرات الكثيرة التي مر بها. وتتضمن تلك الخبرات والتجارب الرحلات إلى نيبال والإبحار صعوداً في نهر الفولجا وغيرها.